# أحمد محمد الزعبي
أحمد محمد الزعبي (مواليد 1949 في الرمثا، الأردن) هو كاتب إماراتي، وأستاذ الأدب الحديث بكلية العلوم الإنسانية والاجتماعية في جامعة الإمارات العربية المتحدة.

## دراسته
حصل على درجة البكالوريوس في اللغة العربية وآدابها من الجامعة الأردنية عام 1973، ثم حصل على درجة الماجستير في الأدب العربي من جامعة القاهرة عام 1977. كما حصل على درجة الماجستير في الأدب الإنجليزي من جامعة ميشيغان بالولايات المتحدة عام 1981، ثم حصل على درجة الدكتوراه في اللغة العربية وآدابها من جامعة ميشيغان أيضًا عام 1982.

## حياته العملية
عمل بالتدريس في قسم اللغة العربية بجامعة اليرموك بين عامي 1982 و1988 وعامي 1992 و1998. وقام بالتدريس في جامعة قطر بين عامي 1988 و1992، وفي الجامعة الأردنية بين عامي 1998 و1999. عمل منذ عام 1999 أستاذًا جامعيًا ورئيسًا لقسم اللغة العربية وآدابها في كلية العلوم الإنسانية والاجتماعية بجامعة الإمارات العربية المتحدة.

## مؤلفاته
الروايات
- «مقدمات إلى الحقد» (روايتان: لعنات شاكر، نعاس فارس)، 1987
- «اختفاء شاعر»، 1987
- «صم، بكم، عمي» (روايتان)، 1990
- «قبل الإعدام»، 1990[3]
- «وجوه قلقة»، 1990
- «اللعنّة»، 1993
- «وراء الضبع»، 1993
- «يحيي العظام وهي رميم»، 1995[4]

قصص قصيرة
- «عود الكبريت»، 1985
- «البطيخة»، 1987
- «البحث عن قطعة صابون»، 1988[5]
- «خيل الحكومة»، 1993
- «إخوة يوسف»، 1995[6]
- «شيبوب»، 1998

مؤلفات أخرى
- «دراسات نقدية»، الأردن، 1985
- «في الإيقاع الروائي» (دراسة)، 1986
- «سلطة الأسلوب» (دراسة)، 1992
- «مقالات في الأدب والنقد العربي والغربي»، 1993[7]
- «التيارات المعاصرة في القصة القصيرة» (دراسة)، 1993
- «التناص: مقدمة نظرية مع دراسة تطبيقية»، 1993[8]
- «النص الغائب» (دراسة)، 1993
- «إشكالية الموت في الرواية العربية والغربية» – دراسات ومقارنات 1994
- «الشاعر الغاضب محمود درويش: دراسات في دلالات اللغة ورموزها وإحالاتها»، 1995[9]
- «أبعاد الصراع الحضاري» (دراسة)، 1995
- «دراسات في الأدب الغربي»، 1998
- «فضاءات النص الإماراتي» (دراسة)، 2005
- «أسلوبيات القصيدة المعاصرة» (دراسة)، 2006
- «مظاهر الحداثة في الأدب الإماراتي: دراسات في الشعر والرواية والقصة والمسرحية»، 2011[10]
- «تناصات التراث الإنساني في الأدب المعاصر»، 2013[11][12]
- «تحولات»، 2018[13]